# Griekenland op de Olympische Winterspelen 1992
Tijdens de Olympische Winterspelen van 1992, die in Albertville (Frankrijk) werden gehouden, nam Griekenland voor de twaalfde keer deel.

## Deelnemers en resultaten

### Alpineskiën
| Olympiër         | Discipline       | Resultaat | Prestatie                |
| ---------------- | ---------------- | --------- | ------------------------ |
| Ioannis Kapraras | super g (m)      | 73e       | 1.26,47 (+13,43)         |
| Ioannis Kapraras | reuzenslalom (m) | dnf-1     | opgave run 1             |
| Ioannis Kapraras | slalom (m)       | dnf-1     | opgave run 1             |
| Thomas Lefousi   | super g (m)      | 71e       | 1.25,01 (+11,97)         |
| Thomas Lefousi   | reuzenslalom (m) | dnf-2     | opgave run 2 1.17,22+dnf |
| Thomas Lefousi   | slalom (m)       | dnf-1     | opgave run 1             |
|                  |                  |           |                          |
| Thomai Lefousi   | super g (v)      | 42e       | 1.37,61 (+16,39)         |
| Thomai Lefousi   | reuzenslalom (v) | dnf-1     | opgave run 1             |
| Thomai Lefousi   | slalom (v)       | dnf-2     | opgave run 2 57,16+dnf   |

### Biatlon
| Olympiër            | Discipline | Resultaat | Prestatie                                     |
| ------------------- | ---------- | --------- | --------------------------------------------- |
| Nikos Anastasiadis  | 20 km (m)  | 92e       | 1:25.45,5 (+28.11,1) pen.: 17 (2 + 5 + 5 + 5) |
| Athanasios Tsakiris | 10 km (m)  | 79e       | 30.39,3 (+4.37,0) pen.: 3 (1 + 2)             |
| Athanasios Tsakiris | 20 km (m)  | 42e       | 1:02.37,2 (+5.02,8) pen.: 2 (0 + 0 + 0 + 2)   |

### Langlaufen
| Olympiër                                                                           | Discipline                    | Resultaat | Prestatie                                            |
| ---------------------------------------------------------------------------------- | ----------------------------- | --------- | ---------------------------------------------------- |
| Nikos Anastasiadis                                                                 | 10 km klassiek (m)            | 99e       | 37.26,5 (+9.50,5)                                    |
| Nikos Anastasiadis                                                                 | 30 km klassiek (m)            | dnf       | opgave                                               |
| Nikos Anastasiadis                                                                 | achtervolging 10 km+15 km (m) | 82e       | +16.34,3 (10 km:37.26 + 15 km:44.46,2)               |
| Ioannis Mitroulas                                                                  | 10 km klassiek (m)            | 84e       | 35.25,4 (+7.49,4)                                    |
| Ioannis Mitroulas                                                                  | 30 km klassiek (m)            | 74e       | 1:42.50,5 (+20.22,7)                                 |
| Ioannis Mitroulas                                                                  | achtervolging 10 km+15 km (m) | dns       | opgave (10 km:35.25 + 15 km:niet gestart)            |
| Dimitrios Tsourekas                                                                | 10 km klassiek (m)            | 98e       | 37.15,6 (+9.39,6)                                    |
| Dimitrios Tsourekas                                                                | 30 km klassiek (m)            | 76e       | 1:43.41,9 (+21.14,1)                                 |
| Dimitrios Tsourekas                                                                | achtervolging 10 km+15 km (m) | 91e       | +20.22,0 (10 km:37.15 + 15 km:48.44,9)               |
| Timoleon Tsourekas                                                                 | 10 km klassiek (m)            | 91e       | 36.26,9 (+8.50,9)                                    |
| Timoleon Tsourekas                                                                 | achtervolging 10 km+15 km (m) | 88e       | +18.02,7 (10 km:36.26 + 15 km:47.14,6)               |
| Team Dimitrios Tsourekas Timoleon Tsourekas Nikos Anastasiadis Athanasios Tsakiris | 4x10 km estafette (m)         | 16e       | 2:05.46,4 (+26.20,4) 32.52,7 34.16,0 30.24,8 28.12,9 |

Algerije · Amerikaanse Maagdeneilanden · Andorra · Argentinië · Australië · België · Bermuda · Bolivia · Brazilië · Bulgarije · Canada · Chili · China · Chinees Taipei · Costa Rica · Cyprus · Denemarken · Duitsland · Estland · Filipijnen · Finland · Frankrijk · Gezamenlijk team · Griekenland · Groot-Brittannië · Honduras · Hongarije · Ierland · IJsland · India · Italië · Jamaica · Japan · Joegoslavië · Kroatië · Letland · Libanon · Liechtenstein · Litouwen · Luxemburg · Marokko · Mexico · Monaco · Mongolië · Nederland · Nederlandse Antillen · Nieuw-Zeeland · Noord-Korea · Noorwegen · Oostenrijk · Polen · Puerto Rico · Roemenië · San Marino · Senegal · Slovenië · Spanje · Swaziland · Tsjecho-Slowakije · Turkije · Verenigde Staten · Zuid-Korea · Zweden · Zwitserland